# Calitzdorp
Calitzdorp este un oraș din provincia Western Cape, Africa de Sud.